# Privates Baurecht
Das private Baurecht regelt die rechtlichen Beziehungen zwischen den privaten Baubeteiligten. 
Der Schwerpunkt liegt bei den Beziehungen zwischen demjenigen, der ein Bauwerk in Auftrag gibt (Auftraggeber) (der Begriff Bauherr stammt aus dem öffentlichen Baurecht) und den Beteiligten, welche das Bauwerk planen und ausführen (wie z. B. Architekten, Ingenieure, Bauunternehmen und Handwerker) (Bauvertragsrecht). Zum privaten Baurecht gehört aber auch das private Nachbarrecht.
Im Gegensatz zum öffentlichen Baurecht geben die gesetzlichen Regelungen nur den Rahmen vor, und es steht den Beteiligten im Rahmen der Privatautonomie frei, durch vertragliche Einigung abweichende Regelungen zu treffen.

## Normen des privaten Baurechts
In Deutschland ist das private Baurecht nicht in einer einzelnen Kodifikation geregelt. Grundlage des privaten Baurechts ist das Werkvertragsrecht (§§ 631 ff. BGB) sowie die nachbarschützenden Normen des Privatrechts (§§ 903 ff., § 936 und § 1004 BGB; sowie ggf. auch die Nachbarrechtsgesetze der Länder). 
Zwar ist die Vergabe- und Vertragsordnung für Bauleistungen (VOB) eigentlich für den Bereich des Bauwesens der öffentlichen Hand gedacht, sie wird aber in den Teilen B (VOB/B) und C ebenfalls häufig in privatrechtliche Verträge einbezogen. Ihre Regelungen haben den Charakter von Allgemeinen Geschäftsbedingungen, soweit sie von einem Vertragspartner „gestellt“ werden im Sinne des § 305 Abs. 1 BGB.
Auch der Architektenvertrag ist meist Werkvertrag. Die Entgeltordnung der Architekten und Ingenieure ist die HOAI.